# Beija-flor-brilho-de-fogo
O beija-flor-brilho-de-fogo, ou beija-flor-grande-topázio (Topaza pella; nomeado, em inglês, crimson topaz), é uma espécie de ave da família Trochilidae. Foi classificado por Carolus Linnaeus em 1758, com a denominação de Trochilus Pella; com seu tipo nomenclatural coletado no Suriname ("In Indies") e descrito na obra Systema Naturae (ed. 10, 1; pág. 119). É considerado o maior beija-flor do Brasil, chegando a 20 centímetros, incluindo a cauda, e ocorrendo apenas na região da Amazônia.

## Descrição
Este beija-flor apresenta grande dimorfismo sexual:

### macho
O macho é maior, possuindo duas penas retrizes enegrecidas, alongadas e cruzadas, passando por trás de um conjunto de menor tamanho de penas caudais de coloração alaranjada, ligeiramente douradas, no mesmo tom que lhe cobre as asas, próximo ao corpo. Eles têm a garganta de um amarelo dourado a verde-metálico, com a barriga em tons metálicos de carmesim, magenta ou fúcsia; apresentando um característico padrão negro na cabeça e em um "colar" da garganta, dividindo ambas as cores. As penas logo acima de suas patas apresentam tons de branco.

### fêmea
A fêmea é menor (cerca de 12 centímetros), não apresenta as longas penas retrizes, sendo quase toda verde e extremamente ferrugínea na parte lateral da cauda e face inferior das asas; com garganta vermelho-metálica, em tons de cobre, um pouco mais dourados em suas margens.

## Nidificação e comportamento nupcial
Fêmeas constroem seus ninhos, que lembram a parte superior de cálices e são feitos de materiais macios, como paina de gravatás ou fiapos de xaxim, e atapetados com líquens; colocados em forquilhas de árvores e arbustos, nos galhos debruçados sobre os igarapés. Antes, durante as cerimônias pré-cópula, o macho bate as suas asas diante da fêmea pousada, abrindo e fechando a cauda ou abrindo as penas em leque.

## Habitat, distribuição e alimentação
Topaza pella é encontrado em habitat de florestas tropicais pluviais das margens de rios da região amazônica, frequentemente voando no dossel florestal, indo, a sua distribuição geográfica, do leste do Equador, passando pelos estados brasileiros do Amazonas, Roraima, Pará, oeste do Maranhão e Amapá, até a Venezuela e Guianas. Segundo o agrônomo, ecologista e naturalista Augusto Ruschi, outrora foi uma espécie abundante nos arredores de Belém, capital do Pará, tornando-se rara já na década de 1980; encontrando ele diversos indivíduos em Carabobo (Venezuela) visitando as copas de árvores Fabaceae dos gêneros Alexa e Calliandra. Também come pequenos artrópodes, capturados em seu voo.

## Subespécies
São citadas três subespécies descritas de T. pella:
- Topaza pella pella - Descrita por Linnaeus em 1758. Nativa do leste da Venezuela até Guianas e para o norte e oeste do Brasil (Roraima, Pará, Amazonas e Rondônia).
- Topaza pella smaragdulus - Descrita por Bosc em 1792. Nativa da Guiana Francesa e norte do Brasil (Amapá e centro do Pará, leste do rio Tapajós ao rio Xingu).
- Topaza pella microrhyncha - Descrita por A. L. Butler em 1926. Nativa do Pará (ilha de Marajó e área leste do rio Tocantins), no Brasil.

## Conservação
De acordo com a União Internacional para a Conservação da Natureza (IUCN), esta é uma espécie pouco preocupante, avaliada como de menor importância em seu perigo de extinção (ou em seu estado de conservação), pois tem uma ampla distribuição geográfica que a torna menos suscetível ao impacto humano (extensão da ocorrência com 20.000 quilômetros quadrados, combinados com um tamanho decrescente ou flutuante de extensão ou qualidade de seu habitat, com um pequeno número de localizações dotadas de fragmentação severa; apesar do fato de sua tendência populacional parecer estar diminuindo).